# Zeche Heller Mittag
Die Zeche Heller Mittag ist ein ehemaliges Steinkohlenbergwerk in Sprockhövel-Blumenhausen-Haßlinghausen. Das Stollenmundloch des Bergwerks befand sich etwa 1500 Meter östlich vom Bahnhof Schee. Die Zeche wurde mehrmals stillgelegt und wieder in Betrieb genommen.

## Bergwerksgeschichte
Am 15. Mai des Jahres 1844 wurde ein Längenfeld verliehen. Im Jahr 1845 wurde der Stollen angesetzt. Im darauffolgenden Jahr wurde damit begonnen, den Schacht zu teufen. Ab Juni des Jahres 1847 wurde geringer Abbau betrieben und am Ende desselben Jahres wurde das Bergwerk gestundet. Grund für die Stundung waren schlechte Flözaufschlüsse. Im darauffolgenden Jahr wurde die Zeche Heller Mittag stillgelegt. Im Jahr 1922 ging das Bergwerk wieder in Betrieb. Besitzer der Stollenzeche war die Ruhr-Lippe-Bergbau-Aktiengesellschaft zu Wetter an der Ruhr. Wann das Bergwerk erneut geschlossen wurde, ist nicht ersichtlich, jedoch ging es im Jahr 1948 wieder als Kleinzeche in Betrieb.

## Nachfolgebetrieb
Die Kleinzeche Heller Mittag in Sprockhövel-Haßlinghausen war der Nachfolgebetrieb der Zeche Heller Mittag. Besitzer des Stollens war zunächst Wilhelm Bartsch, im Anschluss daran übernahm den Stollen Johann Schwefer, später wurde die Carl Freudenberg KG Besitzer der Stollenzeche. Nach der Inbetriebnahme im Jahr 1948 wurde die Zeche im Jahr 1949 wieder außer Betrieb genommen. Im Jahr 1950 wurde die Zeche zunächst wieder in Betrieb genommen und im Laufe des Jahres wieder außer Betrieb gesetzt. Am 5. Mai des Jahres 1951 wurde die Zeche wieder in Betrieb genommen. Es waren ein Stollen und ein Schacht vorhanden. Mit 36 Bergleuten wurden in diesem Jahr 2996 Tonnen Steinkohle gefördert. Im darauffolgenden Jahr stieg die Förderung an auf 5511 Tonnen Steinkohle, diese Förderung wurde von nur vier Bergleuten erbracht. Am 31. Dezember des Jahres 1953 wurde die Kleinzeche Heller Mittag endgültig stillgelegt.